# 自然景観
自然景観（しぜんけいかん）とは、構成要素の多くが山や川、森林、植物群落などといった自然物からなる地域や場所の景観。山岳景観、河川景観、森林景観、島嶼景観などがあり、これらの景観の総称。

## 概要
多くの場合自然にはその地域での形成秩序があるため、人工的な景観とは対照的に不快な景観を呈することはまれであり、大多数の人々に好まれるものが多い。
アメリカ合衆国などでは、アメリカ合衆国の社会にあるとおり、「散骨」は非公式な儀式の一部であり、死者の好んだ自然景観の良い場所（崖、湖あるいは山）で行われることが多い。
イランの経済であるとおり、観光収入は現在世界第68位であるが、イランは魅力的な自然景観と史蹟をとどめ、世界10の旅行国の1つに数えられている。
日本でも景観法や自然環境保全法などのほか、温泉街など、周辺の自然景観を借景や囲繞環境として有効活用したり、人と自然が織りなす日本の風景百選、おやま百景などでは自然景観も選出され、ちば遺産100選 屏風ケ浦の地層と自然景観 - 銚子市（自然遺産）などや日本の環境と環境政策において、自然景観の保護もなされている。自然環境保全基礎調査など、景観の形作る地形に着目した自然景観についての調査（自然景観資源調査）が行われ、野立て看板など自然景観を損ねないために、地色に黒及び原色の使用禁止にさせたり、交流居住などでは入れ自治体においても、自らの市町村の魅力を「美しい自然景観や自然環境の中で生活できること」と認識していることが多い。
瀬戸内国際芸術祭など、過疎化対策で瀬戸内の島々の伝統的な文化や美しい自然景観を依拠した催しも多くある。